# موت بريام (ليفبفر)

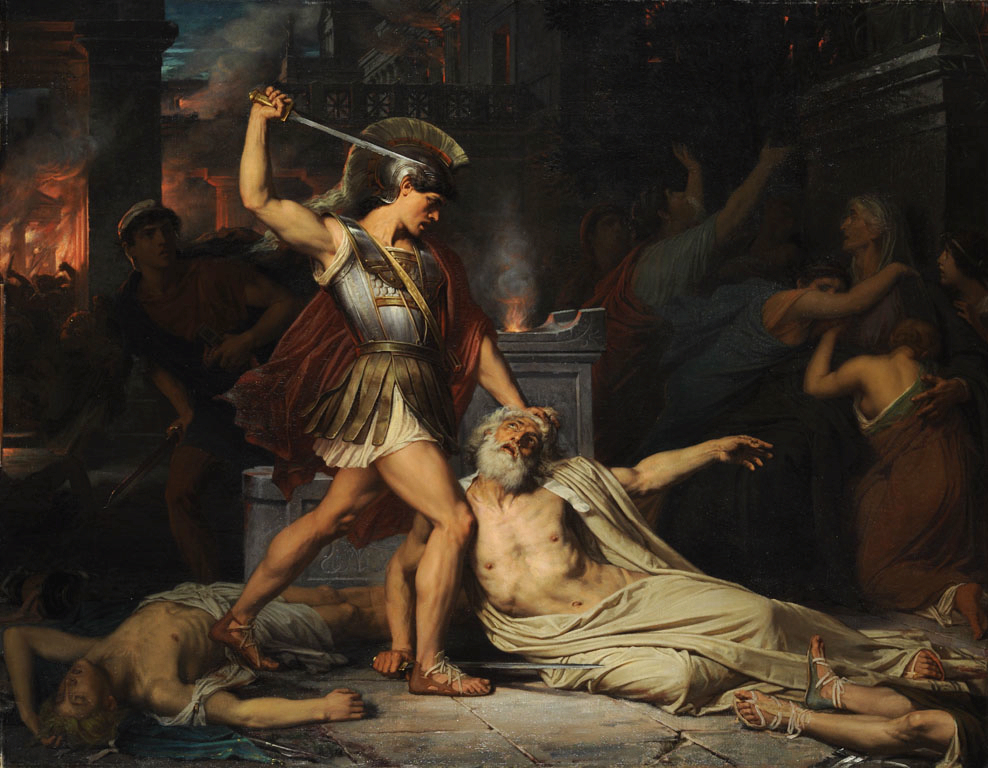
موت بريام (1861) بقلم جول لوفيفر

موت بريام هي لوحة زيتية على قماش للرسام الفرنسي جول لوفيفر قام برسمها سنة 1861. وقد شارك بها في مسابقة جائزة روما، والتي فاز بها.  تصور اللوحة جريمة قتل نيوبتوليموس لبريام كما وُصفت في ملحمة الإنيادة لفيرجيل (الكتاب الثاني، السطور 506-558) وهي الآن موجودة في مجموعات الفنون الجميلة في باريس، برقم الكتالوج PRP 111. 

## تاريخ المعرض
- الولايات المتحدة الأمريكية، 1984-1985 : جائزة روما الكبرى، 1797-1863 ، الأكاديمية الوطنية للتصميم ، نيويورك، يناير-مارس 1984، متحف فيرجينيا للفنون الجميلة ، ريتشموند، أبريل-مايو 1984، متحف إنديانابوليس للفنون ، إنديانابوليس، يوليو-أغسطس 1984، معرض والتر للفنون، بالتيمور، سبتمبر-أكتوبر 1984، متحف فينيكس للفنون ، فينيكس، نوفمبر 1984-يناير 1985، جمعية الفنون الأربعة، بالم بيتش، فبراير-مارس 1985، متحف سان أنطونيو للفنون ، سان أنطونيو، أبريل-يونيو 1985، متحف نيو أورليانز للفنون ، نيو أورليانز، يوليو-سبتمبر 1985.
- اليابان ، 1989، جائزة روما للرسم ، طوكيو ، متحف شوتو للفنون
- فرنسا ، الولايات المتحدة الأمريكية، 2004-2006، الآلهة والبشر : موضوعات هوميروسية في مجموعات المدرسة الوطنية العليا للفنون الجميلة في باريس : المدرسة الوطنية العليا للفنون الجميلة، باريس ، 21 سبتمبر - 28 نوفمبر 2004، متحف الفنون بجامعة برينستون، برينستون، الولايات المتحدة الأمريكية، 8 أكتوبر 2005 - 15 يناير 2006، متحف داهش، نيويورك، الولايات المتحدة الأمريكية، أكتوبر 2005 - يناير 2006.
- فرنسا ، 2012، آخر ليلة من طروادة، العنف والكلاسيكية في الفن الأوروبي في القرن التاسع عشر ، متحف الفنون الجميلة في أنجيه ، 25 مايو - 12 سبتمبر 2012
- الصين ، 2014-2015، المتحف الصيني للفنون، بكين ، 30 أكتوبر 2014 - أبريل 2015 [1]

## فهرس
- باللغة الفرنسية Philippe Grunchec, Le Grand Prix de peinture, les concours des prix de Rome de 1797 à 1863, preface by Jacques Thuillier. Paris, 1983, p. 316
- باللغة الفرنسية Catalogue, La Dernière nuit de Troie, violence et classicisme dans l'art européen du XIX siecle, Angers, musée des beaux-arts, exposition 25 mai-12 septembre 2012, pp. 100–101